# Methanobacteriales
En taxonomía, los Methanobacteriales son una orden dentro de Methanobacteria. Especies dentro de este orden se diferencian de otros metanógenos en que pueden utilizar un menor número de sustratos catabólicas y tienen su propia morfología característica, la composición de lípidos, y secuencias de ADNr. Sus paredes celulares son compuestas de seudomureína. La mayoría son Gram-positivas y poseen forma de barra, y algunas pueden formar filamentos largos. Por lo más, pueden usar formiato para reducir dióxido de carbono, pero las de un género, Methanosphaera, usan hidrógeno para reducir el metanol a metano.

## Otras lecturas

### Revistas científicas
- Judicial Commission of the International Committee on Systematics of Prokaryotes (2005). «The nomenclatural types of the orders Acholeplasmatales, Halanaerobiales, Halobacteriales, Methanobacteriales, Methanococcales, Methanomicrobiales, Planctomycetales, Prochlorales, Sulfolobales, Thermococcales, Thermoproteales and Verrucomicrobiales are the genera Acholeplasma, Halanaerobium, Halobacterium, Methanobacterium, Methanococcus, Methanomicrobium, Planctomyces, Prochloron, Sulfolobus, Thermococcus, Thermoproteus and Verrucomicrobium, respectively. Opinion 79». Int. J. Syst. Evol. Microbiol. 55 (Pt 1): 517-518. PMID 15653928. doi:10.1099/ijs.0.63548-0.
- Euzeby JP; Tindall BJ (2001). «Nomenclatural type of orders: corrections necessary according to Rules 15 and 21a of the Bacteriological Code (1990 Revision), and designation of appropriate nomenclatural types of classes and subclasses. Request for an Opinion». Int. J. Syst. Evol. Microbiol. 51 (Pt 2): 725-727. PMID 11321122.
- Balch WE; Fox GE; Magrum LJ; Woses CR et al. (1979). «Methanogens: reevaluation of a unique biological group». Microbiol. Rev. 43 (2): 260-296. PMC 281474. PMID 390357.

### Libros científicos
- Boone, DR (2001). «Class I. Methanobacteria class. nov.».  En DR Boone and RW Castenholz, eds., ed. Bergey's Manual of Systematic Bacteriology Volume 1: The Archaea and the deeply branching and phototrophic Bacteria (2nd edición). New York: Springer Verlag. pp. 169. ISBN 978-0-387-98771-2.
- Murray, RGE (1984). «The higher taxa, or, a place for everything...».  En NR Krieg and JG Holt, eds., ed. Bergey's Manual of Systematic Bacteriology, Volume 1 (1st edición). Baltimore: The Williams & Wilkins Co. pp. 31-34.

### Bases de datos científicos
- Pubmed
- Pubmed Central
- Google Scholar